# La Valise du courrier diplomatique
Pour plus de détails, voir Fiche technique et Distribution.
La Valise du courrier diplomatique (Сумка дипкурьера, Sumka dipkuryera) est un film d'espionnage soviétique réalisé par Alexandre Dovjenko, sorti en 1927,.

## Synopsis
L'intrigue du film est basée sur le véritable meurtre du courrier diplomatique soviétique Theodor Nette à l'étranger. La sacoche du diplomate soviétique, volée par des espions britanniques, est emportée par les marins d'un navire faisant route vers Leningrad qui la remettent aux autorités. Les agents du renseignement mettent tout en œuvre pour récupérer le sac.

## Fiche technique
- Réalisation : Alexandre Dovjenko
- Photographie : Nikolaï Kozlovski
- Décors : Georgiï Baïzengerts
- Durée : 71 minutes
- Date de sortie : 1927

## Distribution

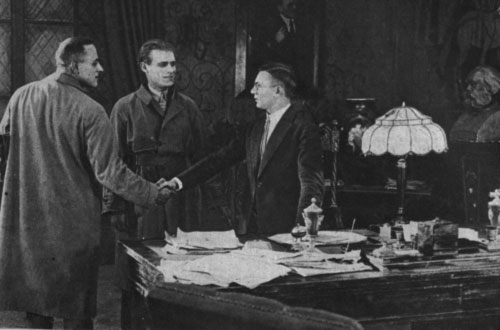
Une scène du film.

- M. Buyukli : secrétaire de l'ambassade
- A. Klymenko : premier courrier diplomatique
- Heorhii Zelondzhev-Shypov : nd. courrier diplomatique
- Ida Penzo : Helen Viskovska
- Boris Zagorsky : Espion
- Sergei Minin : Inspecteur White
- H. Skoretskyi : Harry
- Ivan Kapralov : Ralph
- V. Komaretskyi : Captaine du 'Victoria'
- Aleksandr Dovzhenko : Stoker
- Dmytro Kapka : Passager
- Konstantin Eggert : Marin